# 滝沢馬琴宅跡の井戸
滝沢馬琴宅跡の井戸（たきざわばきんたくあとのいど）は、東京都千代田区九段北一丁目にある井戸。東京都指定の旧跡である。

## 概要
現在、ニューハイツ九段敷地内にある滝沢馬琴邸跡には、馬琴にゆかりのある井戸が残っている。馬琴が硯に水を汲み筆を洗っていたことから、「硯の井戸」とも呼ばれる。

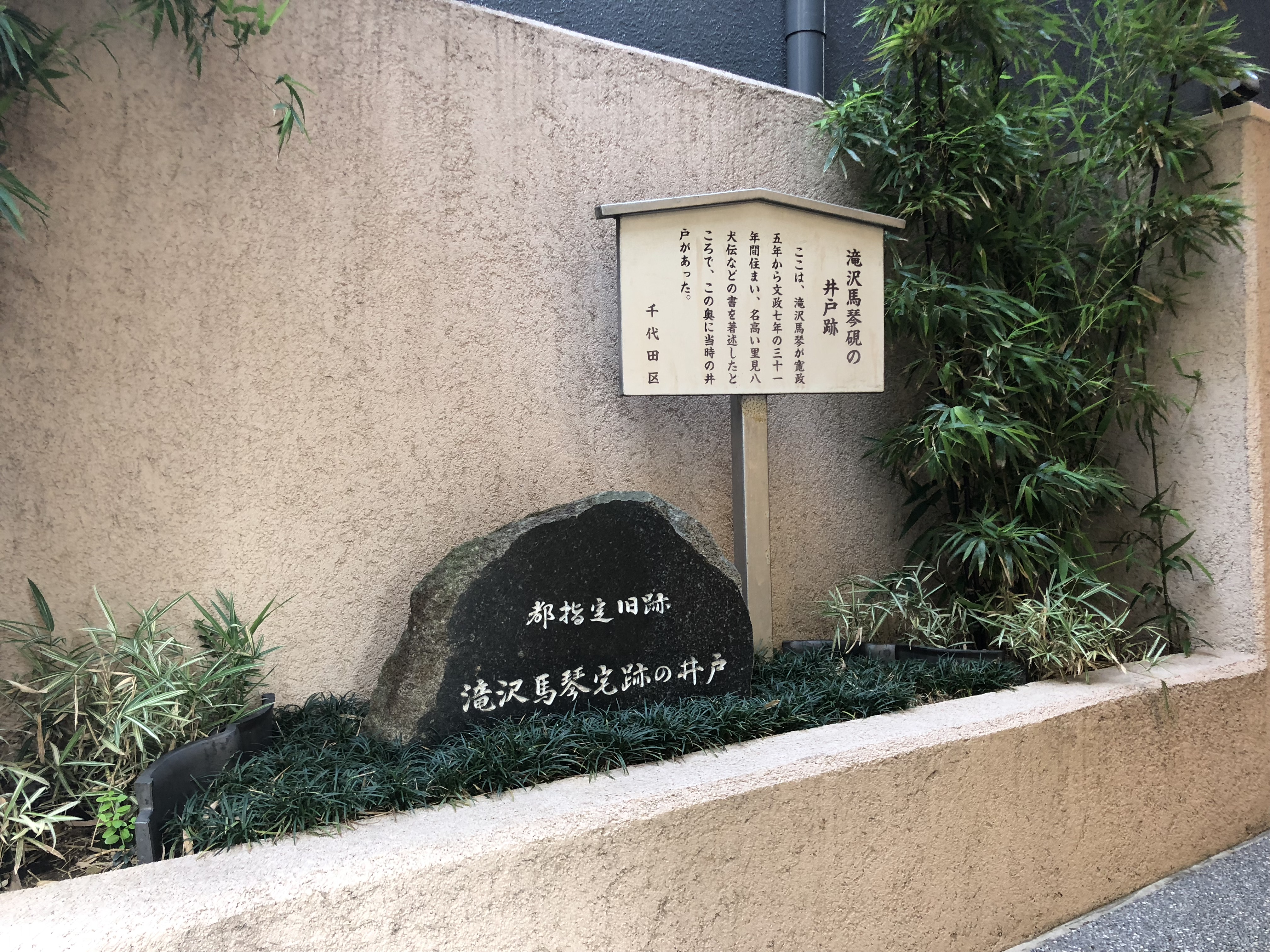
滝沢馬琴宅跡の井戸案内板